# 119-я гвардейская ракетная бригада
119-я гвардейская ракетная бригада (сокр. 119 рбр, в/ч 49547) — тактическое соединение Сухопутных войск Российской Федерации.
Находится в составе 41-й гвардейской общевойсковой армии. Дислоцируется в г. Абакан Республики Хакасия.

## История
Сформирована в 1971 году в Закавказском военном округе возле села Гомбори на территории Грузинской Советской Социалистической Республики (ГССР).
В 1984 году бригада передислоцирована в Германскую Демократическую Республику (ГДР) в состав Группы советских войск в Германии (ГСВГ), где являлась соединением группового подчинения и оснащалась оперативно-тактическим ракетным комплексом (ОТРК) 9К76 «Темп-С». Дислоцировалось ракетное соединение в г. Кёнигсбрюк в Саксонии.
2 февраля 1988 года бригада передислоцирована из ГДР обратно в Гомбори в состав Закавказского военного округа.
После обретения Грузией независимости бригада передислоцирована в Камышловский район Свердловской области возле пгт Еланский, войдя в состав Уральского военного округа Сухопутных войск России
В российский период бригада была оснащена тактическим ракетным комплексом «Точка-У». В 2016 году соединение перевооружили на ОТРК «Искандер».
26 октября 2023 119-й ракетной присвоено почетное наименование «гвардейская».